# Сан-Леанна (Техас)
Сан-Леанна (англ. San Leanna) — селище (англ. village) в США, в окрузі Тревіс штату Техас. Населення — 522 особи (2020).

## Географія
Сан-Леанна розташований за координатами 30°8′36″ пн. ш. 97°49′11″ зх. д. / 30.14333° пн. ш. 97.81972° зх. д. (30.143436, -97.819648).  За даними Бюро перепису населення США в 2010 році селище мало площу 1,15 км², з яких 1,15 км² — суходіл та 0,00 км² — водойми.

## Демографія
Згідно з переписом 2010 року, у селищі мешкало 497 осіб у 205 домогосподарствах у складі 148 родин. Густота населення становила 432 особи/км².  Було 212 помешкання (184/км²).
Расовий склад населення:
| - 90,7 % — білих - 2,0 % — азіатів - 1,6 % — чорних або афроамериканців - 0,2 % — вихідців з тихоокеанських островів - 3,6 % — осіб інших рас |

До двох чи більше рас належало 1,8 %. Частка іспаномовних становила 20,9 % від усіх жителів.
За віковим діапазоном населення розподілялося таким чином: 15,3 % — особи молодші 18 років, 63,8 % — особи у віці 18—64 років, 20,9 % — особи у віці 65 років та старші. Медіана віку мешканця становила 50,0 року. На 100 осіб жіночої статі у селищі припадало 92,6 чоловіків;  на 100 жінок у віці від 18 років та старших — 95,8 чоловіків також старших 18 років.
Середній дохід на одне домашнє господарство  становив 95 259 доларів США (медіана — 95 139), а середній дохід на одну сім'ю — 108 156 доларів (медіана — 108 333). Медіана доходів становила 56 250 доларів для чоловіків та 50 859 доларів для жінок. За межею бідності перебувало 6,8 % осіб, у тому числі 13,9 % дітей у віці до 18 років та 2,0 % осіб у віці 65 років та старших.
Цивільне працевлаштоване населення становило 351 особа. Основні галузі зайнятості: освіта, охорона здоров'я та соціальна допомога — 25,6 %, науковці, спеціалісти, менеджери — 13,1 %, будівництво — 11,4 %, роздрібна торгівля — 10,3 %.